# كاتي ماكتير
كاتي ماكتير (بالإنجليزية: Katie Mactier) مواليد 23 مارس 1975 في ملبورن، هي متسابقة دراجات أسترالية. شاركت في دورة الألعاب الأولمبية الصيفية وفازت بميدالية أولمبية.

## الميداليات
| الميدالية | المسابقة                       |
| --------- | ------------------------------ |
| فضية      | الألعاب الأولمبية الصيفية 2004 |

## روابط خارجية
- كاتي ماكتير على موقع الاتحاد الدولي للدراجات (الإنجليزية)
- كاتي ماكتير على موقع أرشيف الدراجات (الإنجليزية)
- كاتي ماكتير على موقع إحصائيات الدراجات الإحترافية (الإنجليزية)
- كاتي ماكتير على موقع أوليمبيديا (الإنجليزية)
- كاتي ماكتير على موقع اللجنة الأولمبية الأسترالية (الإنجليزية)
- كاتي ماكتير على موقع اتحاد ألعاب الكومنولث (مؤرشف) (الإنجليزية)
- كاتي ماكتير على موقع دورة ألعاب الكومنولث 2006 (مؤرشف) (الإنجليزية)